# Monumento a las personas asesinadas por los bolcheviques
El Monumento a las personas asesinadas por los bolcheviques (en rumano: Crucea de piatră de la Rezeni în memoria celor omorâţi de bolşevici) es un monumento en Răzeni, Moldavia.

## Visión general
El monumento está dedicado a las víctimas de la masacre de Răzeni. La masacre tuvo lugar el 22 de junio de 1941 en Răzeni, cuando 10 personas fueron asesinadas por las autoridades soviéticas y enterradas en una fosa común. El monumento fue inaugurado el 21 de febrero de 2009; Estuvo presente el político moldavo Alexandru Tănase.
En 1941, después de la Operación Barbarroja, cuando la zona quedó bajo el control del régimen pronazi de Antonescu, se instaló una placa conmemorativa en Răzeni: "Aici odihnesc robii lui Dumnezeu Diomid, Niculai, Dănila, Nichita, Alexandru, Jurian, Alexandru, Ilie , doi necunoscuţi. Omorâţi mișelește de bolșevici comuniști. 12.VII.1941"